# Episodi di Kommissariat 9 (terza stagione)
La terza stagione della serie televisiva Kommissariat 9 è stata trasmessa in anteprima in Germania dalla ARD tra il 3 gennaio 1983 e il 28 marzo 1983.
| nº | Titolo originale                  | Titolo italiano | Prima TV Germania | Prima TV Italia |
| -- | --------------------------------- | --------------- | ----------------- | --------------- |
| 1  | Retter in der Not                 | inedito         | 3 gennaio 1983    | inedito         |
| 2  | Totalschaden garantiert           | inedito         | 10 gennaio 1983   | inedito         |
| 3  | Schlachtfest                      | inedito         | 17 gennaio 1983   | inedito         |
| 4  | Neues vom Aktienmarkt             | inedito         | 24 gennaio 1983   | inedito         |
| 5  | Der Globetrotter                  | inedito         | 31 gennaio 1983   | inedito         |
| 6  | Drei Rollstühle für einen Rolls   | inedito         | 7 febbraio 1983   | inedito         |
| 7  | Ein Köder aus viel Phantasie      | inedito         | 14 febbraio 1983  | inedito         |
| 8  | Videospiel                        | inedito         | 21 febbraio 1983  | inedito         |
| 9  | Eine Million aus Hong Kong        | inedito         | 28 febbraio 1983  | inedito         |
| 10 | Die böse Konzernmutter            | inedito         | 7 marzo 1983      | inedito         |
| 11 | Ein Millionenprospekt             | inedito         | 14 marzo 1983     | inedito         |
| 12 | Guter Rat ist teuer               | inedito         | 21 marzo 1983     | inedito         |
| 13 | Fünf Zimmer oder eine Einzelzelle | inedito         | 28 marzo 1983     | inedito         |